# Finn Martin
Finn Martin, född 3 oktober 1961 i Helsingborg, död 2 september 2011 i Leipzig, Tyskland, var en svensk saxofonist som omkom under ett uppträdande vid Passagenfest i Leipzig. Martin uppträdde ofta på festivaler och i konserthus över hela världen och spelade bland annat tillsammans med Buena Vista Social Club.